# Musculi rotatores
Musculi rotatores spinae er muskler som ligger indenunder multifidus og er til stede i alle spinalregioner, men er mest prominente i den thorakale region; der er elleve på hver side.
Rotatorerne har en høj densitet af proprioceptorere og er med til at opretholde postural kontral.